# Gehaaid
Gehaaid (oorspronkelijke, Engelse titel: The Raw Shark Texts, een fonetische verwijzing naar de psychologische rorschachtest) is een in 2007 gepubliceerd boek van Steven Hall. Het boek werd oorspronkelijk uitgegeven bij Canongate onder ISBN 978 90 414 1108 2, en later vertaald in het Nederlands door Ruud van de Plassche en uitgegeven bij Anthos Uitgevers.

## Genre
Het boek is zowel een ideeënroman als een psychologische thriller en een bildungsroman. Zowel typografisch als stilistisch is bevat het diverse nieuwigheden.

## Verhaallijn
Eric Sanderson lijdt na de dood van zijn vriendin aan geheugenverlies en dissociatieve fugue. Aan het begin van het boek ontwaakt hij volstrekt zonder geheugen en krijgt hij een eerste opdracht van 'de eerste Eric Sanderson'. Hij ontdekt gaandeweg het boek aangevallen te zijn door een Ludoviciaan, een 'conceptuele haai' die zich voedt met zijn herinneringen. De Ludoviciaan blijft hem opjagen en Eric tracht hem in eerste instantie te ontvluchten en zich tegen hem te beschermen, hierbij wordt hij geholpen door 'de eerste Eric Sanderson' die hem vanuit het verleden aanwijzingen stuurt.

## Concepten
Boven de biologische wereld waarin genen strijden om survival of the fittest bestaat er een conceptuele wereld wereld waarin memen strijden om te overleven en waaruit, in een eigen 'memetische' evolutie, complexe conceptuele levensvormen ontspruiten. Ziehier het ontstaan van de Ludoviciaan. Deze Ludoviciaan is een zogenaamde apex predator, hij staat bovenaan de voedselketen. In de conceptionele zee die de bewoners van de aarde produceren, voedt hij zich met gedachtespinsels, ideeën en herinneringen. De Ludoviciaan leeft in de wereld van concepten en die staat in direct verband met de fysieke wereld. De verbinding tussen beide werelden speelt een grote rol in het boek.

## Invloeden
Steven Hall laat zich gretig inspireren door schrijvers als Chuck Palahniuk, Paul Auster, Haruki Murakami, maar ook door Alice in Wonderland en The Wizard of Oz. 'De eerste Eric Sanderson' leest tijdens zijn vakantie boeken die de schrijver ons aanraadt.